# Valea Măgherușului, Bistrița-Năsăud
Valea Măgherușului ( maghiară Sajómagyarósi völgy) este un sat în comuna Șieu-Măgheruș din județul Bistrița-Năsăud, Transilvania, România.